# Аделен из Се
Аделин (фр. Adelin; умер около 910 года) — святой епископ Се (884—910). День памяти — 10 ноября.
Святой Аделин был настоятелем монастыря в Анизоле (Anisole), графство Мэн. Он был главой епархии Се на протяжении двадцати шести лет, начиная с 884 года. Он упоминается в Catholic Encyclopedia как автор жития и описания чудес святой Оппортуны Монтрёйской («Vita et miracula Sanctae Opportunae»).